# Machimus paropus
Machimus paropus är en tvåvingeart som först beskrevs av Walker 1849.  Machimus paropus ingår i släktet Machimus och familjen rovflugor. Inga underarter finns listade i Catalogue of Life.